# روبرت تايلور (لاعب كريكت بريطاني)
روبرت تايلور (21 ديسمبر 1989 بنورثامبتون في المملكة المتحدة - ) (بالإنجليزية: Robert Taylor)‏ هو لاعب كريكت بريطاني. شارك مع منتخب اسكتلندا الوطني للكريكت. أما مع النوادي، فقد لعب مع نادي مقاطعة ليسترشاير للكريكت ‏ وLoughborough MCC University ‏.

## وصلات خارجية
- روبرت تايلور (لاعب كريكت بريطاني) على موقع إي آس بي آن كريك إنفو (الإنجليزية)